# Isla Laefiyuket
Isla Laefiyuket es una isla fluvial de 20 hectáreas ubicada en el río Paraguay. Esta isla forma parte de la comunidad maká de Mariano Roque Alonso y Chaco´í.

## Descripción

### Origen del término
La palabra Laefiyuket proviene del idioma Maká y significa "la belleza del sauce", esto se debe a los sauces que crecieron en la isla sin intervención humana.

### Superficie
La isla tiene una anchura de 200 metros y una longitud de 1,12 km, cuya superficie ronda a las 20 hectáreas.

### Fauna y flora
La fauna y flora comprende casi completamente de aves como el Mbigua y el Kurijú, Sábalo, Pasto, Camalote y lechuga de agua.

## Importancia
Esta isla es parte de la comunidad Maká de Mariano Roque Alonso y los aborígenes no Guaraníes de la región, utilizan la isla como espacio cultural y natural para dicha etnia, pescan Sábalo, Boga, Surubí y Pacú. Sin embargo casi todos los makás viven en la pobreza, pocos llegaron a la escuela por falta de medios y recursos.